# Fluoro-edenite
La fluoro-edenite (simbolo IMA: Fled) è un raro minerale del supergruppo dell'anfibolo, all'interno del quale viene collocato nel "gruppo degli anfiboli con W(OH,F,Cl)-dominante" e da lì al sottogruppo degli anfiboli di calcio dove occupa un posto nel "gruppo contenente la radice edenite nel nome"; essendo un anfibolo, appartiene agli inosilicati e pertanto alla famiglia minerale dei "silicati", e possiede composizione chimica NaCa2Mg5(Si7Al)O22F2
La fluoro-edenite è definita con:
- sodio dominante in posizione A
- magnesio dominante in posizione C
- fluoro dominante in posizione W

## Etimologia e storia
In letteratura erano stati precedentemente segnalati in Giappone e descritti campioni corrispondenti alla definizione di fluoro-edenite, ma non erano stati sottoposti all'IMA per l'approvazione come nuova specie.
La fluoredenite era nota come composto sintetico nel 1955 è studiata da J.A. Kohn e J.E. Comeforo. Nel 1970 il dottor Bob Coffee, un chimico dell'industria Kodak, pubblicò una delle prime scoperte di fluoredenite non sintetica.
Il minerale è stato successivamente rinominato fluoro-edenite nel 2001 da Antonio Gianfagna e Roberta Oberti, secondo le regole per i nomi degli anfiboli stabilite dall'IMA, usando come riferimento la sua composizione, caratterizzata dal fluoro dominante, e la sua relazione con l'edenite, di cui la fluoro-edenite è analoga, con il fluoro in sostituzione del gruppo ossidrile ((OH)-).

## Classificazione
La classica nona edizione della sistematica dei minerali di Strunz, aggiornata dall'Associazione Mineralogica Internazionale (IMA) fino al 2009, elenca la fluoro-edenite nella classe "9. Silicati (germanati)" e da lì nella sottoclasse "9.D Inosilicati"; questa viene suddivisa più finemente in base alla struttura del minerale, in modo tale che la fluoro-edenite possa essere trovata nella sezione "9.DE Inosilicati con catene doppie di periodo 2, Si4O11; clinoanfiboli" dove forma il sistema nº 9.DE.10.
Tale classificazione viene in piccola parte rivista nell'edizione successiva, proseguita dal database "mindat.org" e chiamata Classificazione Strunz-mindat, dove la fluoro-edenite occupa i medesimi classe, sottoclasse e sezione della nona edizione, per poi venire smistata nel sistema nº 9.DE.15.
Nella Sistematica dei lapis (Lapis-Systematik) di Stefan Weiß la fluoro-edenite si trova nella classe dei "silicati" e nella sottoclasse degli "inosilicati"; qui si trova nella sezione riservata ai minerali con struttura "[Si4O11] a due bande 6-; gruppo degli anfiboli; Ca2-anfiboli" dove forma il sistema nº VIII/F.10.
Anche la classificazione dei minerali secondo Dana, usata principalmente nel mondo anglosassone, elenca la fluoro-edenite nella famiglia dei "silicati", qui è nella classe degli "inosilicati: catene doppie non ramificate, W=2" e nella sottoclasse degli "inosilicati: catene doppie non ramificate, configurazione anfibolo W=2" dove forma il "gruppo 2, Anfiboli di calcio" insieme ad aluminotschermakite, alumino-magnesio-orneblenda, edenite, kaersutite, magnesiosadanagaite, pargasite e tremolite con il sistema nº 66.01.03a.

## Abito cristallino
La fluoro-edenite cristallizza nel sistema monoclino nel gruppo spaziale P2/m (gruppo nº 10) con i parametri reticolari a = 9,847(2) Å, b = 18,017(3) Å, c = 5,268(2) Å e β = 104,84°, oltre ad avere 2 unità di formula per cella unitaria.

## Origine e giacitura
La fluoro-edenite è stata trovata nelle cavità presenti nella lava benmoreitica associata a clinopirosseno,ematite, feldspato, fluorapatite, ilmenite, ortopirosseno e quarzo. Probabilmente si è formata durante l'ultimo stadio di cristallizzazione dei fluidi idrotermali.
La fluoro-edenite è rara ed è stata trovata in pochi siti sparsi per il mondo. Qui si ricorda solo la sua località tipo, il monte Calvario (37.64111°N 14.87583°E), nei pressi di Biancavilla (Sicilia, Italia) dove nel 1997 è stato scoperto un campione con composizione vicina a quella ideale..

## Forma in cui si presenta in natura
La fluoro-edenite è stata scoperta sotto forma di cristalli prismatici o aciculari lunghi qualche millimetro, ma anche come fibre.
Il minerale è trasparente con lucentezza vitrea; il colore va dal verde chiaro al giallo chiaro, ma può essere anche grigio-nero, mentre il colore del suo striscio è bianco-grigio o bianco giallastro.

## Rischi per la salute
Per alcune sue modalità di cristallizzazione, di tipo asbestiforme, la fluoro-edenite è oggetto di attenzione per la potenziale azione carcinogena, che si manifesta con lo sviluppo di mesoteliomi pleurici e peritoneali.
Lo sviluppo tumorale è confermato solo da alcuni "fattori ambientali vulcanici" ovvero un'elevata concentrazione di alcuni elementi (HCO3-, SO4, SiO4, silicato, X2-Si8O22(OH)2, calcio, magnesio, fluoro, cloro, boro, manganese, ferro e vanadio) nelle acque provenienti dalle falde del vulcano Etna, e anche la concentrazione di altri elementi detti inosilicati asbestiformi anfibolici, classificati come fluoro-edenite (NaCa2Mg5(Si7Al) O22F2) trovati nelle cave in aree vulcaniche (cioè fibre nel sistema di fratture centrali con minerali ricchi di fluoro, innanzitutto presenti nei pori e cavità delle rocce ricche di fluorapatite).
Le fibre hanno una risoluzione microscopica di alcuni micrometri che si evidenzia nelle microfotografie di fluoro-edenite.